# Johann Kaspar Adolay
Johann Kaspar Adolay (* 6. Juli 1771 in Landau in der Pfalz; † 5. August 1853 in Ruppertsberg) war ein deutscher Notar. Von 1819 bis 1825 gehörte er der Kammer der Abgeordneten des Bayerischen Landtags an.
Adolay studierte in Straßburg Rechtswissenschaften. Nach seiner Promotion war er ab 1795 als Notar zunächst in Niederbronn, ab 1798 in Frankenthal tätig.
Von Dezember 1819 bis 1825 gehörte er als Vertreter des Rheinkreises der ersten, mit Verabschiedung der Verfassung von 1818 eingeführten, gewählten bayerischen Volksvertretung an.

## Quelle
- Johann Kaspar Adolay in der Parlamentsdatenbank des Hauses der Bayerischen Geschichte in der Bavariathek
- Cynthia Joy Hausmann: A Priceless Legacy: Franz Hausmann’s Letters to His Children, 1841–1856. iUniverse 2014.

| Personendaten    | Personendaten         |
| ---------------- | --------------------- |
| NAME             | Adolay, Johann Kaspar |
| KURZBESCHREIBUNG | deutscher Notar       |
| GEBURTSDATUM     | 6. Juli 1771          |
| GEBURTSORT       | Landau in der Pfalz   |
| STERBEDATUM      | 5. August 1853        |
| STERBEORT        | Ruppertsberg          |